# Gornja Pušća
 Gornja Pušća  falu Horvátországban Zágráb megyében. Közigazgatásilag  Pušća községhez  tartozik.

## Fekvése
Zágrábtól 20 km-re északnyugatra, községközpontjától 2 km-re északra a Marijagoricai előhegység területén, a Donja Pušćából Dubravicába vezető út felett fekszik.

## Története
A település a Rauch család birtoka volt, akiknek nemesi kúriájuk és gazdasági épületeik álltak itt. Annak nagysága miatt birtokot a helyiek Dvornak nevezték és ma is ez az elnevezés használatos rá. Az épületegyüttes egy része a 18. másik része a 19. században épült. A II. világháború után a kastélyt lakásoknak használták és a nem megfelelő  karbantartás miatt állapota jelentősen romlott. A honvédő háború idején menekülteket helyeztek el benne, majd roma családok költöztek ide, akik ma is benne laknak.
A falunak 1857-ben 227, 1910-ben 221 lakosa volt. Trianon előtt Zágráb vármegye Zágrábi járásához tartozott. 2011-ben 602 lakosa volt. Lakói mezőgazdasággal, szőlőtermesztéssel, állattenyésztéssel, kézművességgel foglalkoznak.

## Lakosság
| Lakosság változása | Lakosság változása | Lakosság változása | Lakosság változása | Lakosság változása | Lakosság változása | Lakosság változása | Lakosság változása | Lakosság változása | Lakosság változása | Lakosság változása | Lakosság változása | Lakosság változása | Lakosság változása | Lakosság változása | Lakosság változása |
| ------------------ | ------------------ | ------------------ | ------------------ | ------------------ | ------------------ | ------------------ | ------------------ | ------------------ | ------------------ | ------------------ | ------------------ | ------------------ | ------------------ | ------------------ | ------------------ |
| 1857               | 1869               | 1880               | 1890               | 1900               | 1910               | 1921               | 1931               | 1948               | 1953               | 1961               | 1971               | 1981               | 1991               | 2001               | 2011               |
| 227                | 266                | 253                | 236                | 231                | 221                | 235                | 269                | 308                | 319                | 348                | 369                | 375                | 468                | 549                | 602                |

## Nevezetességei
- A falu feletti dombon álló Rauch-kastély[4] a 18. és 19. században épült egyemeletes késő barokk épület. A téglalap alaprajzú, nyeregtetős, falazott épület, főhomlokzata dél néz. Konstrukciós és tervezési sajátosságai alapján két építési szakasz ismerhető fel: a régebbi, 18. századi barokk, amelyhez a pince és a földszint egy része tartozik, valamint a 19. század közepéről származó második ütem, amely magában foglalja az emelet illetve új homlokzat kialakítását. A földszint térbeli elrendezését az épület keleti részében elhelyezkedő előcsarnok határozza meg. Az emeleti helyiségek mindegyike fából készült nyitott mennyezettel záródik, míg a földszint boltíves szerkezetei a nyugati szobákban társboltozatos, csehsüveg és dongaboltozat, a keleti szobákban pedig porosz boltozat. A homlokzatok sima vakolattal készültek dekoratív építészeti anyag nélkül. Ma lakások vennek benne, állapota erősen leromlott. A kastélyt egykor szép park övezte, melyből mára vajmi  kevés maradt. A park maradványai egy történelmi birtokról tanúskodnak, amelyhez még gazdasági épületek, gyümölcsösök és kert is tartozott.

- A Krajačić-kúria a Donja és Gornja Pušća közötti út felett egy dombon áll. Egy 1862-es térkép szerint a család birtokközpontja volt. Mellette gazdasági épületek állnak, de az út felé csak szántók és rétek vannak. A kúria mai állaga meglehetősen rossz.

## Külső hivatkozások
- Pušća község hivatalos oldala